# Oscar Verbeeck
Oscar Verbeck (Saint-Josse-ten-Noode, 6 de junho de 1891 - 13 de agosto de 1971)  foi um futebolista belga que competiu nos Jogos Olímpicos de Verão de 1920.ele ganhou a medalha de ouro como membro da Seleção Belga de Futebol. 

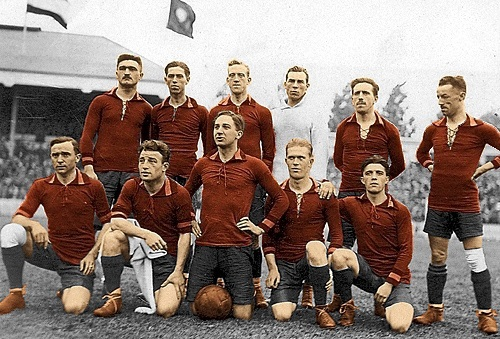
Equipe de 1920

## Ligações Externas
- perfil